# Polynesische talen
De Polynesische talen vormen een taalfamilie die haar naam ontleent aan Polynesië ('veel eilanden'), een van de grote regio's waaruit het werelddeel Oceanië bestaat. De groep telt een 36-tal levende talen en maakt deel uit van de Oceanische talen binnen de primaire familie van de Austronesische talen, die qua aantal talen de op een na grootste taalfamilie ter wereld is.
Verschillende van de Polynesische talen worden door historische migratie van de Polynesiërs in de eerste plaats in gebieden buiten het eigenlijke/staatkundige Polynesië gesproken, met name in Melanesië (Nieuw-Caledonië, Papoea-Nieuw-Guinea, de Salomonseilanden en Vanuatu), Chili (provincie Paaseiland), Micronesia (staat Pohnpei), Nieuw-Zeeland en de Verenigde Staten (staat Hawaï). Voor wat betreft Melanesië en Micronesië is dit te verklaren door de zogenaamde Polynesische exclaves.

## Classificatie
- Austronesische talen (1257 talen)
  - Malayo-Polynesische talen (1236)
    - Centraal-Oostelijke talen (720)
      - Oost-Malayo-Polynesische talen (553)
        - Oceanische talen (512)
          - Centraal-Oostelijke Oceanische talen (228)
            - Afgelegen Oceanische talen (193)
              - Centraal-Pacifische talen (43)
                - Oost-Fijisch-Polynesische talen (40)
                  - Polynesische talen (36)

## Indeling
De Polynesische talen zijn als volgt in te delen. Bij de afzonderlijke talen staat tussen haakjes naast het aantal sprekers ook het land of territorium waarin de betreffende taal wordt gesproken (vermeld zijn uitsluitend de gebieden waar de taal een officieel statuut heeft, of waarin ze in de eerste plaats wordt gesproken als ze nergens op nationaal niveau officieel is).
De talen die in een land of een afhankelijk territorium een officiële taal zijn, zijn vet geplaatst.

### Nucleair-Polynesische talen(33 talen)
- Oost-Nucleair-Polynesische talen (12 talen)
  - Centraal-Oost-Nucleair-Polynesische talen (11 talen)
    - Marquesische talen (3 talen)
      - Hawaïaans ( Verenigde Staten, 24.000 sprekers)
      - Mangarevaans ( Frans-Polynesië, 600 sprekers)
      - Marquesaans (Frans-Polynesië, 8.700 sprekers)

    - Rapa (Frans-Polynesië, 300 sprekers)
    - Tahitische talen (7 talen)
      - Austral (Frans-Polynesië, 3.000 sprekers)
      - Cookeilandmaori ( Cookeilanden, 21.000 sprekers)
      - Maori ( Nieuw-Zeeland, 60.000 sprekers)
      - Penrhyn (Cookeilanden, 200 sprekers)
      - Rakahanga-Manihiki (Cookeilanden, 2.800 sprekers)
      - Tahitiaans (Frans-Polynesië, 68.000 sprekers)
      - Tuamotuaans (Frans-Polynesië, 4.000 sprekers)

  - Rapa Nui ( Chili, 1.000 sprekers)
- Samoïsche- en Exclavenucleair-Polynesische talen (21 talen)
  - Wallisiaans ( Wallis en Futuna, 23.000 sprekers)
  - Elliceaanse talen (8 talen)
    - Kapingamarangi ( Micronesië, 3.000 sprekers)
    - Nukumanu ( Papoea-Nieuw-Guinea, 700 sprekers)
    - Nukuoro (Micronesia, 840 sprekers)
    - Nukuria (Papoea-Nieuw-Guinea, 550 sprekers)
    - Ontong Java ( Salomonseilanden, 2.400 sprekers)
    - Sikaiana (Salomonseilanden, 730 sprekers)
    - Takuu (Papoea-Nieuw-Guinea, 1.800 sprekers)
    - Tuvaluaans ( Tuvalu, 12.000 sprekers)

  - Futunische talen (9 talen)
    - Anuta (Salomonseilanden, 270 sprekers)
    - Emae ( Vanuatu, 400 sprekers)
    - Futuna-Aniwa (Vanuatu, 1.500 sprekers)
    - Futunaans (Wallis en Futuna, 3.900 sprekers)
    - Mele-Fila (Vanuatu, 3.500 sprekers)
    - Rennellees (Salomonseilanden, 4.400 sprekers)
    - Tikopia (Salomonseilanden, 3.300 sprekers)
    - Vaeakau-Taumako (Salomonseilanden, 1.700 sprekers)
    - West-Uveaans ( Nieuw-Caledonië, 2.200 sprekers)

  - Pukapukaans (Cookeilanden, 2.500 sprekers)
  - Samoaans ( Amerikaans-Samoa en  Samoa, 510.000 sprekers)
  - Tokelaus ( Tokelau, 2.100 sprekers)

### Tongische talen(3 talen)
- Niuafoʻou ( Tonga, 500 sprekers)
- Niuees ( Niue, 7.700 sprekers)
- Tongaans (Tonga, 200.000 sprekers)

## Grootste talen
De tien meest gesproken Polynesische talen zijn dus de volgende:
1. Samoaans, 510.000 sprekers
2. Tongaans, 200.000
3. Tahitiaans, 68.000
4. Maori, 60.000
5. Hawaïaans, 24.000
6. Wallisiaans, 23.000
7. Cookeilandmaori, 21.000
8. Tuvaluaans, 12.000
9. Marquesaans, 8.700
10. Niuees, 7.700